# Роата Роси (Кунео)
Роата Роси (итал. Roata Rossi) је насеље у Италији у округу Кунео, региону Пијемонт.
Према процени из 2011. у насељу је живело 1063 становника. Насеље се налази на надморској висини од 491 м.